# Danielle Horvat
Danielle Horvat es una actriz australiana, más conocida por interpretar a Taylah Jordan en Neighbours y a Jessica Bird en Sea Patrol.

## Carrera
En el 2007 obtvo su primer papel importante en la televisión cuando se unió como personaje recurrente al elenco de la exitosa serie australiana Neighbours donde interpretó a la joven y problemática estudiante Taylah Jordan, hasta el 2008. Taylah es la prima de Ty Harper, quien llegó a la calle Ramsay con su mejor amiga de Jessica Wallace y pronto comenzaron a ocasionar problemas, sin embargo poco después de la muerte de su mejor amiga Taylah cambia comienza a salir con Zeke Kinski.
En el 2009 apareció como invitada en la serie Snake Tales donde interpretó a la joven y glamurosa británica de catorce años Skye Sailendra, cuyo mundo cambia drásticamente cuando tiene que irse a vivir con su hermano Harrison y su madre Miranda, al interior de Australia.
En el 2010 se unió a la cuarta temporada de la serie Sea Patrol donde interpreta al marinera Jessica "Gap Girl" Bird.
En el 2014 apareció como invitada en dos episodios de la serie House Husbands donde dio vida a Frankie, en marzo del 2015 se anunció que Danielle aparecería nuevamente en la serie ahora durante la cuarta temporada ese mismo año.

## Filmografía

### Series de televisión
| Año                   | Título           | Personaje           | Notas        |
| --------------------- | ---------------- | ------------------- | ------------ |
| 2014, 2015 - presente | House Husbands   | Frankie             | 2 episodios  |
| 2013                  | Winners & Losers | Chanel "Coco" Jones | 2 episodios  |
| 2010 - 2011           | Sea Patrol       | Jessica Bird        | 28 episodios |
| 2009                  | Snake Tales      | Skye Sailendra      | 13 episodios |
| 2007 - 2008           | Neighbours       | Taylah Jordan       | 36 episodios |

### Películas
| Año  | Título   | Personaje | Notas                       |
| ---- | -------- | --------- | --------------------------- |
| 2009 | Shrapnel | Shurooq   | corto - junto a Jordy Lucas |